# José Catieau
José Catieau   (Coutiches, 17 de juliol de 1946 - Saint-Quentin, 30 de novembre de 2023) va ser un ciclista francès que fou professional entre 1968 i 1975. El seu principal èxit l'aconseguí al Tour de França de 1973, quan guanyà una etapa i portà el mallot groc de líder durant quatre etapes.

## Palmarès
- 1968
  - 1r al Gran Premi d'Antibes
  - Vencedor d'una etapa al Tour de l'Oise
- 1969
  - 1r al Gran Premi d'Aix-en-Provence
  - 1r al Premi d'Hénon
- 1970
  - 1r al GP Marseillaise-Languedoc
- 1971
  - Vencedor d'una etapa de la Volta a Portugal
- 1972
  - 1r a la París-Camembert
  - Vencedor d'una etapa de la Midi Libre
- 1973
  - 1r al Premi de Saint-Quentin
  - 1r al Premi de Le Quillio
  - Vencedor d'una etapa del Tour de França
- 1974
  - Vencedor d'una etapa de la Dauphiné Libéré
  - Vencedor d'una etapa dels Quatre dies de Dunkerque
- 1975
  - 1r al Premi de Soissons

### Resultats al Tour de França
- 1969. 66è de la classificació general
- 1970. 70è de la classificació general
- 1971. 44è de la classificació general
- 1972. Abandona (15a etapa)
- 1973. 14è de la classificació general. Vencedor d'una etapa.  Porta el mallot groc durant 4 etapes
- 1974. 28è de la classificació general
- 1975. Abandona (15a etapa)

### Resultats a la Volta a Espanya
- 1973. 12è de la classificació general